# Felice Farina
Felice Farina (Roma, 14 agosto 1954 – Roma, 18 settembre 2023) è stato un regista e sceneggiatore italiano.

## Biografìa
Personaggio eclettico, fu inizialmente attore teatrale, ma poi si dedicò anche ad animazione, fotografia, allestimenti artistici, documentari, sceneggiatura, effetti visivi e regia. Si formò come attore nella ricchissima esperienza dell'avanguardia teatrale romana degli anni settanta, percorrendo i teatri di cantina di Mario Ricci, Giancarlo Sepe, Giuliano Vasilicò, Renato Mambor, Pippo Di Marca fino ai 25 anni. Si avvicinò al cinema grazie alla passione per la tecnica e la sperimentazione, occupandosi di animazione, effetti speciali, tecniche di ripresa.

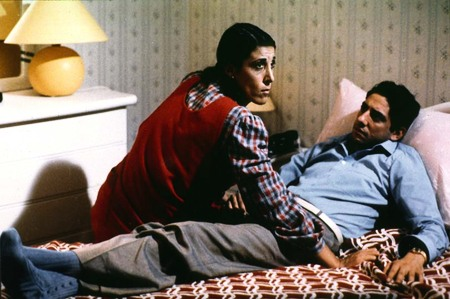
Sergio Castellitto e Marina Confalone in Sembra morto... ma è solo svenuto (1986).

Iniziò l'attività di regista con alcuni cortometraggi e documentari industriali; in seguito, nel corso degli anni '80 e '90, si occupò di programmi per Rai 2 e Rai 3.

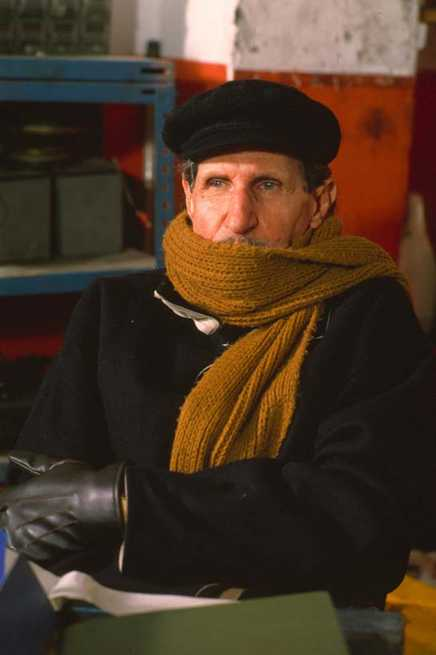
Ciccio Ingrassia sul set di Condominio (1991).

Il suo primo lungometraggio fu Sembra morto... ma è solo svenuto (1986), scritto assieme a Gianni Di Gregorio e Sergio Castellitto, anche protagonista del film assieme a Marina Confalone.

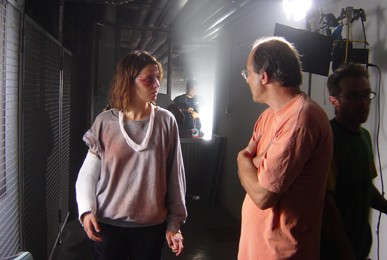
Felice Farina con Paola Cortellesi sul set de La fisica dell'acqua (2010).

Nel 1988 fu uno dei registi di Sposi (1988), film collettivo prodotto da Pupi Avati, Antonio Avati e Claudio Bonivento. Protagonisti del suo episodio erano Alessandro Haber e Ottavia Piccolo.
Divenne noto essenzialmente come regista cinematografico, in particolare per le commedie Condominio (1991), con Carlo Delle Piane e Ciccio Ingrassia. Grazie alla sua interpretazione in Condominio Ciccio Ingrassia vinse il suo primo ed unico David di Donatello. In una intervista del 1990 Ingrassia disse:
"Come mai Ciccio in un ruolo patetico? Solo i grandi registi hanno capito che il mio potenziale va oltre i ruoli comici e questo giovane regista me lo ha ricordato con una letterina che mi ha sedotto..." (intervista a la Repubblica, 13 Novembre 1990)
Nel 1995 realizzò Bidoni, con Angela Finocchiaro e Giuseppe Cederna, selezionato alla 52ª Mostra internazionale d'arte cinematografica di Venezia, dove vincerà un Ciak d'Oro.
Nel 2000 curò la regia della serie televisiva Nebbia in Valpadana (2000, Raiuno) che vide il ritorno della coppia formata da Cochi e Renato, di fatto separata dal 1975.
Dal 2005 fu regista e autore di molti documentari andati in onda su Geo, storico programma televisivo di Rai 3.
Il suo film  Patria (2014), con Francesco Pannofino, Roberto Citran e Carlo Gabardini fu ispirato al libro Patria 1978-2008 (2009) di Enrico Deaglio, il quale ha dichiarato: 
"Non avevo la più pallida idea di come tutto questo potesse diventare un film. È come fare un film da un dizionario o da una guida del telefono. Oppure bisognerebbe avere grandissimi mezzi e attori, location, costumi, comparse, budget illimitati e trasformare tutta l'Italia in un teatro; far rivivere Aldo Moro e i ragazzi che lo uccisero, le masse degli operai licenziati dalla Fiat, le migliaia di morti ammazzati di Palermo. E come si fa? Sarebbe come in quel raccontino di Borges in cui si sviluppa talmente l'arte della cartografia, che la mappa di una regione copre una provincia… Felice Farina ha fatto uno splendido lavoro… ha fatto un film “popolare italiano”, come non se ne facevano più da parecchio tempo. Altro grande pregio: l'ha fatto con pochi soldi."
Nel 2018 realizzò il documentario sulla scienza dal titolo "Conversazioni Atomiche" con il quale ottenne una menzione speciale ai Nastri d'Argento.
Negli ultimi anni divenne anche produttore indipendente con la Ninafilm, società di produzione di cinema e audiovisivo, con cui realizzò documentari per programmi Rai e con cui continuò a sperimentare, nell'odierno panorama dell'universo digitale, tecniche di ripresa ed elaborazione dell'immagine e del suono.
La sua carriera lo vide come uno dei primi in Italia ad affidare il montaggio di uno dei suoi film all'editing digitale: nel 1995 il montaggio del suo film Bidoni venne eseguito sull'allora nascente piattaforma Avid.
Appassionato di programmazione Arduino e meccanica, amava progettare, costruire e sperimentare personalmente gli strumenti e gli accessori utilizzati per il suo lavoro sul set.
Lavorò personalmente alla realizzazione degli effetti speciali impiegati su La fisica dell'acqua (2010) e Patria (2014), quest'ultimo prodotto e distribuito da Istituto Luce Cinecittà.

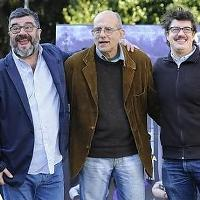
Felice Farina al Festival di Venezia 2014 insieme a Francesco Pannofino e Carlo Gabardini, protagonisti di Patria (2014).

Si interessò anche di arte e progettò alcune sculture con l'amico artista e giornalista Gregorio Botta.
Fu attivo nel movimento Centoautori, associazione di autori di cinema e audiovisivo.

## Filmografia

### Cinema
- Sembra morto... ma è solo svenuto (1986)
- Affetti speciali (anche soggetto e sceneggiatura, 1987)
- Sposi (co-regia, 1988)
- Condominio (1991)
- Ultimo respiro (1992)
- Bidoni (anche soggetto e sceneggiatura, 1995)
- Senza freni (anche sceneggiatura, 2003)
- La fisica dell'acqua (anche soggetto e sceneggiatura, 2010)
- Patria (anche soggetto, sceneggiatura e produttore, 2014)
- Conversazioni atomiche (anche soggetto e sceneggiatura, 2018)

### Televisione
- Stazione di servizio (1989)
- Felipe ha gli occhi azzurri (1991)
- Il caso Bozano (1996)
- Oscar per due (1998)
- Nebbia in Val Padana (2000)

### DocumentariGeo
- Il lago Trasimeno, TV
- I sassi di Matera, TV
- Il tratturo, TV
- La festa dei serpenti di Cocullo, TV
- La festa di Santa Gemma, TV
- Il Vesuvio, TV

## Riconoscimenti
- Annecy cinéma italien (1986)
  - Menzione Speciale della Giuria per Sembra morto... ma è solo svenuto (1986)
- Annecy cinéma italien (1987)
  - Menzione Speciale della Giuria per Affetti speciali (1986)
- Annecy cinéma italien (1992)
  - Gran Prix per Condominio (1991)
  - Premio del Pubblico per Condominio (1991)
- David di Donatello (1991)
  - David di Donatello per il miglior attore non protagonista a Ciccio Ingrassia per Condominio (1991)
- 52ª Mostra internazionale d'arte cinematografica di Venezia (1995)
  - Ciak d'Oro (premio speciale) per Bidoni (1995)
- Mostra internazionale del Nuovo Cinema di Pesaro (2009)
  - Premio del Pubblico per La fisica dell'acqua (2009)
- Busto Arsizio Film Festival (2010)
  - Miglior Regista per La fisica dell'acqua (2010)
- Nastri D'argento Documentari (2019)
  - Menzione Speciale per Conversazioni Atomiche (2018)